# Збірна Чехії з футболу
Збірна Чехії з футболу (чеськ. Česká fotbalová reprezentace) — національна збірна команда, що представляє Чехію на міжнародних змаганнях з футболу. Підпорядковується Футбольній асоціації Чеської Республіки.
Станом на 28 листопада 2024 посідає 42-e місце у рейтингу футбольних збірних світу.

## Досягнення

### Кубок Світу
- 1930–1994 — не брала участі (входила до складу Чехословаччини)
- 1998 — не пройшла кваліфікацію
- 2002 — не пройшла кваліфікацію
- 2006 — груповий етап
- 2010 — не пройшла кваліфікацію
- 2014 — не пройшла кваліфікацію
- 2018 — не пройшла кваліфікацію
- 2022 — не пройшла кваліфікацію

### Чемпіонат Європи
- 1960–1992 — не брала участі (входила до складу Чехословаччини)
- 1996 — друге місце
- 2000 — груповий етап
- 2004 — півфінал
- 2008 — груповий етап
- 2012 — чвертьфінал
- 2016 — груповий етап
- 2020 — чвертьфінал
- 2024 — груповий етап

## Гравці збірної

### Поточний склад
Наступні 26 гравців були оголошені у списку збірної для участі у Євро-2024.
Вік гравців наведено на день початку змагання (14 червня 2024 року), дані про кількість матчів і голів — на 17 травня 2024 року.
| №  | Поз. | Гравець                | Дата народження (вік)          | Ігри | Голи | Клуб               |
| -- | ---- | ---------------------- | ------------------------------ | ---- | ---- | ------------------ |
| 1  | ВР   | Їндржих Станек         | 27 квітня 1996 (вік 28 років)  | 9    | 0    | Славія (Прага)     |
| 16 | ВР   | Матей Коварж           | 17 травня 2000 (вік 24 роки)   | 1    | 0    | Баєр 04            |
| 23 | ВР   | Вітезслав Ярош         | 23 липня 2001 (вік 22 роки)    | 0    | 0    | Штурм (Грац)       |
|    |      |                        |                                |      |      |                    |
| 5  | ЗХ   | Владімір Цоуфал        | 22 серпня 1992 (вік 31 рік)    | 40   | 1    | Вест Гем Юнайтед   |
| 3  | ЗХ   | Томаш Голеш            | 31 березня 1993 (вік 31 рік)   | 27   | 2    | Славія (Прага)     |
| 2  | ЗХ   | Давид Зима             | 8 листопада 2000 (вік 23 роки) | 20   | 1    | Славія (Прага)     |
| 18 | ЗХ   | Ладислав Крейчий       | 20 квітня 1999 (вік 25 років)  | 9    | 3    | Спарта (Прага)     |
| 12 | ЗХ   | Давид Доудєра          | 31 травня 1998 (вік 26 років)  | 8    | 1    | Славія (Прага)     |
| 15 | ЗХ   | Давід Юрасек           | 7 серпня 2000 (вік 23 роки)    | 7    | 0    | Гоффенгайм 1899    |
| 6  | ЗХ   | Мартін Вітік           | 21 січня 2003 (вік 21 рік)     | 1    | 0    | Спарта (Прага)     |
| 4  | ЗХ   | Робін Гранач           | 29 січня 2000 (вік 24 роки)    | 1    | 0    | Вікторія (Пльзень) |
| 24 | ЗХ   | Томаш Влчек            | 28 лютого 2001 (вік 23 роки)   | 1    | 0    | Славія (Прага)     |
|    |      |                        |                                |      |      |                    |
| 22 | ПЗ   | Томаш Соучек (капітан) | 27 лютого 1995 (вік 29 років)  | 68   | 12   | Вест Гем Юнайтед   |
| 7  | ПЗ   | Антонін Барак          | 3 грудня 1994 (вік 29 років)   | 39   | 9    | Фіорентіна         |
| 8  | ПЗ   | Міхал Саділек          | 31 травня 1999 (вік 25 років)  | 23   | 1    | Твенте             |
| 14 | ПЗ   | Лукаш Провод           | 23 жовтня 1996 (вік 27 років)  | 18   | 2    | Славія (Прага)     |
| 20 | ПЗ   | Ондржей Лінгр          | 7 жовтня 1998 (вік 25 років)   | 13   | 0    | Феєнорд            |
| 25 | ПЗ   | Павел Шульц            | 29 грудня 2000 (вік 23 роки)   | 1    | 0    | Вікторія (Пльзень) |
| 26 | ПЗ   | Матей Юрасек           | 30 серпня 2003 (вік 20 років)  | 1    | 0    | Славія (Прага)     |
| 21 | ПЗ   | Лукаш Черв             | 10 квітня 2001 (вік 23 роки)   | 0    | 0    | Вікторія (Пльзень) |
|    |      |                        |                                |      |      |                    |
| 10 | НП   | Патрік Шик             | 24 січня 1996 (вік 28 років)   | 37   | 18   | Баєр 04            |
| 9  | НП   | Адам Гложек            | 25 липня 2002 (вік 21 рік)     | 31   | 2    | Баєр 04            |
| 11 | НП   | Ян Кухта               | 8 січня 1997 (вік 27 років)    | 20   | 2    | Спарта (Прага)     |
| 17 | ПЗ   | Вацлав Черний          | 17 жовтня 1997 (вік 26 років)  | 15   | 1    | Вольфсбург         |
| 13 | НП   | Моймир Хитіл           | 29 квітня 1999 (вік 25 років)  | 12   | 4    | Славія (Прага)     |
| 19 | НП   | Томаш Хорий            | 26 січня 1995 (вік 29 років)   | 3    | 2    | Вікторія (Пльзень) |

### Нещодавно викликалися
Наступні гравці продовжують кар'єру у збірній і також викликалися до її лав протягом 2015 року.
| Поз. | Гравець               | Дата народження (вік)        | Ігри | Голи | Клуб                 | Останній виклик                |
| ---- | --------------------- | ---------------------------- | ---- | ---- | -------------------- | ------------------------------ |
| ВР   | Алеш Грушка           | 23 листопада 1985 (39 років) | 0    | 0    | «Пршибрам»           | v. Ісландія, 12 червня 2015    |
| ВР   | Іржи Павленка         | 14 квітня 1992 (33 роки)     | 0    | 0    | «Банік» (Острава)    | v. Словаччина, 31 березня 2015 |
|      |                       |                              |      |      |                      |                                |
| ЗХ   | Давид Лімберський     | 6 жовтня 1983 (41 рік)       | 34   | 1    | «Вікторія» (Пльзень) | v. Сербія, 13 листопада 2015   |
| ЗХ   | Теодор Гебре Селассіє | 24 грудня 1986 (38 років)    | 32   | 1    | «Вердер»             | v. Сербія, 13 листопада 2015   |
| ЗХ   | Філіп Новак           | 26 червня 1990 (34 роки)     | 2    | 0    | «Мідтьюлланд»        | v. Нідерланди, 13 жовтня 2015  |
| ЗХ   | Маріо Голек           | 28 жовтня 1986 (38 років)    | 8    | 0    | «Спарта» (Прага)     | v. Туреччина, 10 жовтня 2015   |
| ЗХ   | Адам Глоушек          | 20 грудня 1988 (36 років)    | 7    | 0    | «Штутгарт»           | v. Словаччина, 31 березня 2015 |
|      |                       |                              |      |      |                      |                                |
| ПЗ   | Мілан Петржела        | 19 червня 1983 (41 рік)      | 17   | 0    | «Вікторія» (Пльзень) | v. Нідерланди, 13 жовтня 2015  |
| ПЗ   | Ян Копиць             | 4 червня 1990 (34 роки)      | 2    | 0    | «Вікторія» (Пльзень) | v. Нідерланди, 13 жовтня 2015  |
| ПЗ   | Мартін Фрідек         | 24 березня 1992 (33 роки)    | 0    | 0    | «Спарта» (Прага)     | v. Нідерланди, 13 жовтня 2015  |
| ПЗ   | Даніел Коларж         | 27 жовтня 1985 (39 років)    | 24   | 2    | «Вікторія» (Пльзень) | v. Латвія, 6 вересня 2015      |
| ПЗ   | Ондржей Ванек         | 5 липня 1990 (34 роки)       | 8    | 0    | «Вікторія» (Пльзень) | v. Латвія, 6 вересня 2015      |
| ПЗ   | Томаш Росицький       | 4 жовтня 1980 (44 роки)      | 100  | 22   | «Арсенал»            | v. Ісландія, 12 червня 2015    |
| ПЗ   | Вацлав Піларж         | 13 жовтня 1988 (36 років)    | 22   | 5    | «Вікторія» (Пльзень) | v. Ісландія, 12 червня 2015    |
| ПЗ   | Лукаш Ваха            | 13 травня 1989 (35 років)    | 8    | 0    | «Спарта» (Прага)     | v. Ісландія, 12 червня 2015    |
| ПЗ   | Ян Коваржик           | 19 червня 1988 (36 років)    | 0    | 0    | «Вікторія» (Пльзень) | v. Ісландія, 12 червня 2015    |
|      |                       |                              |      |      |                      |                                |
| НП   | Матей Видра           | 1 травня 1992 (32 роки)      | 15   | 4    | «Редінг»             | v. Сербія, 13 листопада 2015   |
| НП   | Давид Лафата          | 18 вересня 1981 (43 роки)    | 37   | 8    | «Спарта» (Прага)     | v. Туреччина, 10 жовтня 2015   |
| НП   | Вацлав Кадлець        | 20 травня 1992 (32 роки)     | 11   | 2    | «Мідтьюлланд»        | v. Ісландія, 12 червня 2015    |